# Čertova hora
Čertova hora (dosł. Czarcia, Diabelska Góra, niem. Teufelsberg) – szczyt w Czechach, w zachodniej części Karkonoszy o wysokości 1021 m n.p.m.
Znajduje się na zakończeniu bocznego ramienia odchodzącego od Czeskiego Grzbietu na zachód. Ramię to zaczyna się w masywie Lysej hory, biegnie przez szczyty: Čertova pláň, Studená, Janova skála i kończy się Čertovą horą.
Masyw zbudowany jest z granitu karkonoskiego. Porośnięty jest w większości lasem świerkowym.
Na południowo-wschodnich zboczach znajduje się ośrodek narciarski Rýžoviště, zaś na zboczach północnych kompleks pięciu skoczni narciarskich Čerťák z największą mamucią o punkcie konstrukcyjnym K-185 (ponadto w jego skład wschodzą skocznie: K-120, K-90, K-70 i K-40).
Z leżącego u północnego podnóża Čertovej hory Harrachova na szczyt prowadzi kolej krzesełkowa pokonująca przewyższenie 350 metrów, druga krótsza i trzecia, na wschodniej stronie góry, z miejscowości Rýžoviště i jeden wyciąg narciarski („wyrwirączka”).